# Kurubarahalli, Chikmagalur
Kurubarahalli là một làng thuộc tehsil Chikmagalur, huyện Chikmagalur, bang Karnataka, Ấn Độ.